# Prelom, Loveci
Prelom (în bulgară Прелом) este un sat în comuna Loveci, regiunea Loveci,  Bulgaria. 

## Demografie
Componența etnică a satului Prelom
     Bulgari (100%)
     Nicio identificare (0%)
     Altele (0%)
La recensământul din 2011, populația satului Prelom era de 81 locuitori. Din punct de vedere etnic, toți locuitorii erau bulgari.